# ساموئل تورستینسون
ساموئل تورستینسون (دانمارکی: Samuel Thorsteinsson; ۱ ژانویهٔ ۱۸۹۳ – ۲۵ نوامبر ۱۹۵۶) بازیکن فوتبال اهل دانمارک بود.
وی همچنین در تیم ملی فوتبال دانمارک بازی کرده‌است.